# Kathedrale von Bjelovar

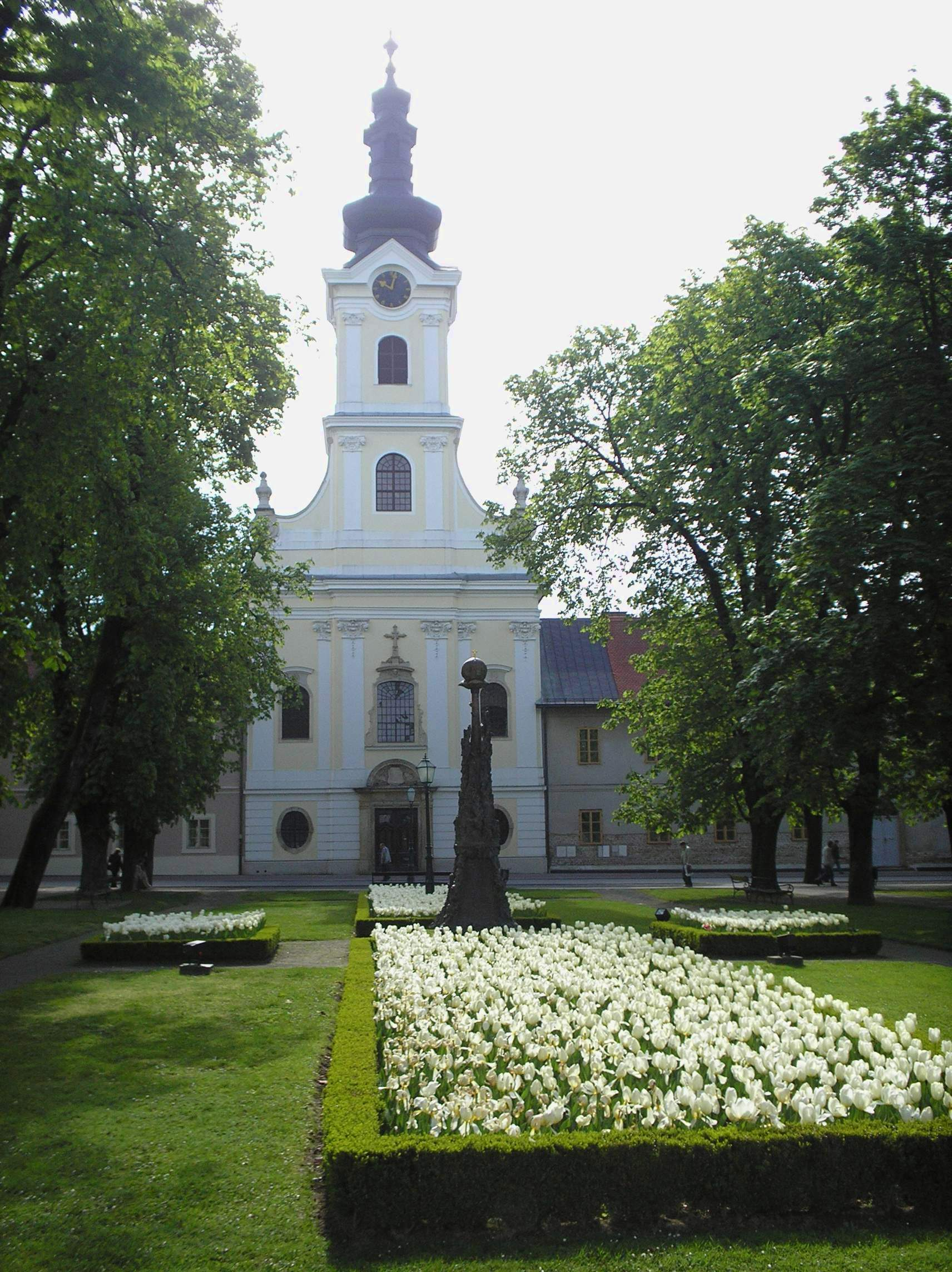
Eugen-Kvaternik-Park mit Kirche

Die Kathedrale der Teresa von Ávila (kroatisch Katedrala sv. Terezije Avilske u Bjelovaru) ist eine Barockkirche am Eugen-Kvaternik-Platz in der kroatischen Stadt Bjelovar.

## Geschichte
Im Jahr 1761 kamen die tschechischen Brüder Hubert und Ignatius Diviš auf Einladung der Militärregierung der Stadt nach Bjelovar, um eine Schule aufzubauen. Als die beiden Piaristen-Mönche sahen, dass es in dem Ort nur eine kleine Kapelle gab, beschlossen sie, eine Kirche zu bauen. Das Fundament wurde am 10. April 1765 gelegt, die Grundsteinlegung erfolgte am 12. Mai. Am 15. Oktober 1772 wurde die Kirche schließlich der heiligen Teresa von Ávila geweiht. Teresa war die Schutzpatronin der österreichischen Kaiserin Maria Theresia, die Bjelovar 1756 gegründet hatte. Zwei Jahre später wurde ein Kirchturm angebaut. Der Bischof von  Zagreb, Josip Galjuf, weihte die Kirche schließlich am 15. Oktober 1775.
1880 wurde die Kirche bei einem Erdbeben stark zerstört und auch das Pfarrhaus in Mitleidenschaft gezogen. Erst 1888 wurde das Gotteshaus von dem Architekten Hermann Bollé wieder aufgebaut und 1896 auch im Inneren saniert.
Bis zur Gründung zweier neuer Pfarreien im Jahr 1980 war St. Teresa die einzige Pfarrkirche der Stadt.
Während des kroatischen Unabhängigkeitskrieges traf am 29. September 1991 eine Granate die Kirche und tötete drei Frauen. Heute erinnert eine Plakette an dieses Unglück.
Am 5. Dezember 2009 gründete Papst Benedikt XVI. das Bistum Bjelovar-Križevci und die Kirche wurde zur Kathedralkirche.

## Architektur
Die spätbarocke Kirchenfassade ragt aus der Häuserzeile am östlichen Rand des Platzes. Das barocke Portal sitzt in einem Mittelrisalit aus dem sich ein 52 Meter hoher Turm erhebt. Profilierte Gesimse, Bänder und Rustika im Erdgeschoss gliedern die Fassade horizontal, Pilaster mit Blattkapitellen gliedern den Bau vertikal. Rundbogenfenster belichten das Innere. Die Fenster im Erdgeschoss links und rechts des Portals sind als Okuli ausgeführt, Die drei Fenster darüber besitzen eine aufwendige Verdachung. Das zentrale Rundbogenfenster über dem Portal ist kunstvoll gestaltet und besitzt über der Verdachung ein Kreuz. Der zweistöckige Turm sitzt in einem Schweifgiebel auf der Fassade und schließt mit einer Turmuhr und einer barocken Haube ab.
Die einschiffige Saalkirche besitzt ein 20 × 12 Meter großes Kirchenschiff. Unter dem Saal befindet sich eine von außen zugängliche Krypta, in der sich einige Gräber befinden.